# Scott Canyon
Scott Canyon – podmorski kanion położony na dnie Morza Rossa, rozciągający się pomiędzy grzbietem Hallett Ridge na zachodzie a ławicą Iselin Bank na wschodzie. Został nazwany na cześć brytyjskiego badacza antarktycznego Roberta Falcona Scotta. Jest jednym z dwóch miejsc występowania gatunku ślimaka Paraliparis magnoculus.